# Archivan
Archivan är en ort i Azerbajdzjan. Den ligger i distriktet Astara Rayonu, i den sydöstra delen av landet, 230 kilometer söder om huvudstaden Baku. Antalet invånare är 8 084.
Terrängen runt Archivan är platt åt sydost, men åt nordväst är den kuperad. Närmaste större samhälle är Astara, 6,6 kilometer sydost om Archivan.
I omgivningarna runt Archivan växer huvudsakligen savannskog. Runt Archivan är det ganska tätbefolkat, med 192 invånare per kvadratkilometer.